# Domein Verbrugghen

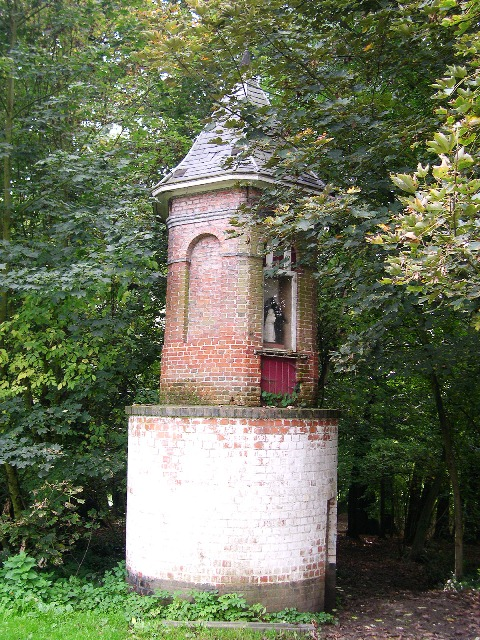
Zeshoekig torentje in het domein

Het Domein Verbrugghen is een kasteeldomein in de tot de Vlaams-Brabantse gemeente Affligem behorende plaats Hekelgem, gelegen aan de Brusselbaan 2.

## Geschiedenis
Het perceel werd in 1836 aangekocht door Eugène De Smet die onder meer volksvertegenwoordiger was. Hij liet een buitenverblijf bouwen en later nog vergroten. Van 1879-1893 werd het bewoond door Louis Verbrugghen, die zijn schoonzoon was. In 1936 overleed hij en het buitenverblijf kwam door erfenis aan de Abdij van Affligem. Het landhuis werd in 1942 gesloopt. Op de funderingen werd een jeugdhuis gebouwd en dit werd later nog een aantal malen gewijzigd. Aan het landhuis herinnert enkel nog een zeshoekig torentje dat tegenwoordig dienst doet als kapel.
De villa was omringd door een landschapspark. Op het westelijk deel daarvan werden sportvelden aangelegd. Wat overbleef was een restant van dit park met een aantal monumentale bomen zoals een mammoetboom en een reuzenlevensboom. Aangezien het landhuis op een kleiachtige heuvel werd gebouwd, namelijk de Boekhoutberg, bevindt zich iets lager een brongebied. Daar werden enmkele vijvers aangelegd.